# Ilurcis
Ilurcis es el nombre de un antiguo poblado arévaco, de la Celtiberia que después fue romanizado y entregado a los vascones, cuyos restos se hallan en el municipio riojano de Alfaro. Posteriormente, durante la romanización de Hispania emprendida por Tiberio Sempronio Graco recibió, en referencia a este, el nombre de Graccurris en el 179 a. C. La única mención de la identidad entre Ilurcis y Graccurris procede de Sexto Pompeyo Festo, quien a su vez la tomó de Verrio Flaco:

Gracchuris urbs Hiberæ regionis, dicta a Graccho Sempronio, quæ antea Ilurcis nominabatur.
Gracchuri, ciudad de la región del Ebro, llamada así por Graccho Sempronio, a la que anteriormente se la denominaba Ilurci.

Según Eduardo Aznar, Ilurcis podría tener una etimología de tipo ibero-vasco, con el significado de "soto, zona de vegetación".

Posible extensión de la Celtiberia.
arévacos
pelendones
berones
belos
tittos
lobetanos
lusones

## Arqueología
En Ilurcis se hizo una primera excavación en el año 70 y campañas posteriores realizadas por arqueólogos de Zaragoza encontraron los primeros restos de suelos, vidrios, y cerámicas hechas a mano y torno lento con técnicas de escisas, bouquique algunas rellenas en blanco, de impresiones de digitales entre otras cerámicas de enterramiento(urnas) con acordonados y otras técnicas de uso habitual en los pueblos celtas y coetáneos, entre otras muchas de factura posterior de sigilata romana e hispánica y típicas de cocinas.
Fue un castro hermanado con Contrebia Leucade, y que tenía extensiones en varios poblados dependientes del principal. Este ubicado en el cerro de la era de San Martín contorneado por el río Alhama y en un cerro anexo hacia el sur ocupado actualmente por calles y casas de la misma población de Alfaro. 
Los poblados que formaban parte de las Gens de Ilurcis estaban uno al lado derecho del río Alhama del antes conocido soto de "los Cantines", otros dos en las cercanías de la Fuente de los Cantares, aquí en ambos lados de la carretera de Gravalos y en el mismo Gravalos otro. Otro en los lugares conocido como Santa Lucía y en Araciel al norte de la actual Corella actualmente degollado por crecidas del mismo río Alhama, otro más en el antiguo Castrum de Castejón de Ebro y en dos lugares llamados Torrax y Codo Turrax al noroeste y sur de Aldeanueva de Ebro, uno sobre el mismo pueblo(noroeste) al otro lado de la nueva autopista y el otro a la derecha de la carretera hacia Autol a unos 3,5 kilómetros de la Aldea(cerámica escisa, geométrica y manual, pulidos y restos de paredes defensivas). Su población eran de los pueblos arévacos pertenecientes a los denominados Keltium Peninsulares de tradición eneolitica y emparentados con los Pelendones y Belos de las sierras.    
Ilurcis fue tomado por los romanos con Tiberius Sempronius Gracchus en el año 179 a. C.,y la denominaron Graccurris, reedificándola sobre su situación en las eras de San Martín y extendieron la ciudadela a las eras nuevas, junto al cerro situado hacia el este y sur, ya en el mismo Alfaro, ocupando buena parte del Alfaro actual, tomado para descanso, refugio y estación de avance hacia la meseta y el norte de la península para las tropas de Roma. Procedieron también a anexionarse a este poblado principal y a los mencionados anteriormente, otros castros existentes en la época situados en las actuales localidades de Cintruénigo y Corella, para asegurar la zona y en los que se poner guarnición de armas y para poder organizar a la población.